# Centro de Realocação Heart Mountain
O Centro de Realocação de Guerra Heart Mountain, recebeu este nome por se situar próximo à Heart Mountain ("Montanha Coração"). Localizado na metade do caminho entre as cidades de Cody e Powell, no noroeste de Wyoming, foi um dos dez campos de concentração usados para a detenção de nipo-americanos expulsos, durante a Segunda Guerra Mundial,  de suas comunidades locais (incluindo suas residências, empresas e residências universitárias) na Zona de Exclusão da Costa Oeste por ordem executiva do presidente Franklin Roosevelt (após o bombardeio de Pearl Harbor em dezembro de 1941, por recomendação do tenente-general John L. DeWitt).
Antes da guerra, este local foi administrado pelo Bureau of Reclamation (BOR) e nele seria implantado um grande projeto de irrigação. A construção dos 650 quartéis de estilo militar do campo e das torres de guarda ao seu redor começou em junho de 1942. O campo foi aberto em 11 de agosto, quando os primeiros nipo-americanos foram enviados via trem dos "centros de reunião" do programa de internação, localizados em Pomona, Santa Anita e Portland. O campo abrigaria um total de 13 997 nipo-americanos nos próximos três anos, chegando a uma população de 10 767 pessoas em seu auge, tornando-se a terceira maior "cidade" em Wyoming antes de seu fechamento em 10 de novembro de 1945.
Heart Mountain é conhecida por vários de seus moradores mais jovens terem desafiando o controverso recrutamento de homens considerados "Nisei" do campo para destacar a perda de seus direitos através do encarceramento. O Heart Mountain Fair Play Commitee ("Comitê de Justiça de Heart Mountain"), liderado por Frank Emi e vários outros, foi particularmente ativo nessa resistência, incentivando os prisioneiros a recusar seu alistamento no exército dos EUA até que eles e suas famílias fossem libertados do campo e seus direitos civis fossem restaurados. Heart Mountain teve a maior taxa de resistência ao recrutamento de todos os dez campos, com 85 homens jovens e sete líderes do Fair Play Committee finalmente sentenciados e presos por violação da "Lei do Serviço Seletivo". (Ao mesmo tempo, 649 homens nipo-americanos — voluntários e recrutas — de Heart Mountain, uniram-se às forças armadas americanas. Em 1944, os prisioneiros dedicaram um Quadro de Honra listando os nomes desses soldados, localizados perto do portão principal do campo.)
Em 1988 e 1992, o governo dos EUA aprovou leis formalmente desculpando-se aos nipo-americanos pelas violações de seus direitos constitucionais, estaduais e de propriedade privada na era do internamento, e estabelecendo um fundo temporário para pagar reparações limitadas (apenas US$ 20 000 - em dólares de 1980/1990) para ex-prisioneiros ainda vivos (ou seus filhos) que se candidataram e se qualificaram para elas. O local do Centro de Realocação de Guerra Heart Mountain é considerado aquele que mais manteve sua integridade entre os dez centros de encarceramento construídos durante a Segunda Guerra Mundial. A disposição das ruas e inúmeros alicerces ainda são visíveis. Quatro dos quartéis originais sobreviveram. Vários outros vendidos e movidos após a guerra foram identificados em condados vizinhos e podem um dia ser devolvidos aos seus locais originais. No início de 2007, 124 acres (50,2 ha) do centro foram listados como Patrimônio Histórico Nacional. O BOR possui 74 acres (29,9 ha) dentro dos limites do marco e atualmente administra o local. Os 50 acres (20,2 ha)  restantes foram adquiridos pela Fundação Heart Mountain de Wyoming, uma organização sem fins lucrativos criada em 1996 para homenagear os prisioneiros do centro e interpretar o significado histórico do local.
A Fundação administra o Centro Interpretativo Heart Mountain, inaugurado em 2011, localizado na Road 19, número 1539, na cidade de Powell. O museu inclui fotografias, artefatos, histórias orais e exposições interativas sobre a realocação de nipo-americanos durante a guerra, preconceito anti-asiático na América e os fatores que levaram à sua realocação forçada e confinamento.

## Estabelecendo o campo de concentração

### História pré-guerra
A terra que se tornaria o Centro de Realocação de Guerra Heart Mountain era originalmente parte do Projeto Shoshone, um projeto de irrigação com suporte do BOR. Em 1897, 120 000 acres (48,6 ha) de terra ao redor do rio Shoshone no noroeste de Wyoming foi comprado por William "Buffalo Bill" Cody e Nate Salisbury, que em maio de 1899 adquiriu direitos de água para irrigar 60 000 acres (24 281,1 ha) em torno de Cody, Wyoming. Depois que o projeto se mostrou caro demais para os investidores originais, o Conselho de Comissários de Terras do Estado de Wyoming solicitou ao governo federal que assumisse o projeto. Os direitos sobre as terras de Cody-Salisbury foram transferidos para o Secretário do Interior em 1904 e o Projeto Shoshone foi aprovado mais tarde no mesmo ano como um dos primeiros projetos do BOR.
Em 1937, durante a Grande Depressão, o BOR usou empreiteiras privadas e trabalhadores doCivilian Conservation Corps ("Corpo de Conservação Civil") para iniciar a construção do Duto do Cânion Shoshone e do Canal de Heart Mountain, como um dos vários projetos de infraestrutura governamentais. O duto, medindo 2,8 milhas, foi concluído em setembro de 1938. A construção do canal parou depois que os Estados Unidos entraram na Segunda Guerra Mundial e nunca foi concluída.

### Ordem executiva 9066
Pouco depois do ataque japonês a Pearl Harbor em 7 de dezembro de 1941, o presidente Franklin D. Roosevelt emitiu a Ordem executiva 9066, que autorizava os comandantes militares a criar zonas das quais "qualquer ou todas as pessoas podem ser excluídas". Isto havia sido  solicitado pelo Departamento de Guerra, que designou o oeste de Washington e Oregon, sul do Arizona e toda a Califórnia como Zonas de Exclusão em 2 de março de 1942. Quatro dias depois, a ordem executiva se estendeu informalmente ao Alasca, cobrindo toda a costa oeste dos Estados Unidos. Ela definiu nipo-americanos, ítalo-americanos e alemães-americanos como povos a serem excluídos dessas áreas. Logo depois, o Departamento de Guerra iniciou a remoção de mais de 110 000 nipo-americanos dessas áreas, forçando-os a "centros de reunião" temporários administrados pela Administração do Controle Civil em Tempos de Guerra . Normalmente, esses centros eram grandes espaços públicos convertidos às pressas, como locais de feiras e pistas de corrida de cavalos, enquanto as construções em Heart Mountain e em outros "centros de realocação" mais permanentes eram concluídas.

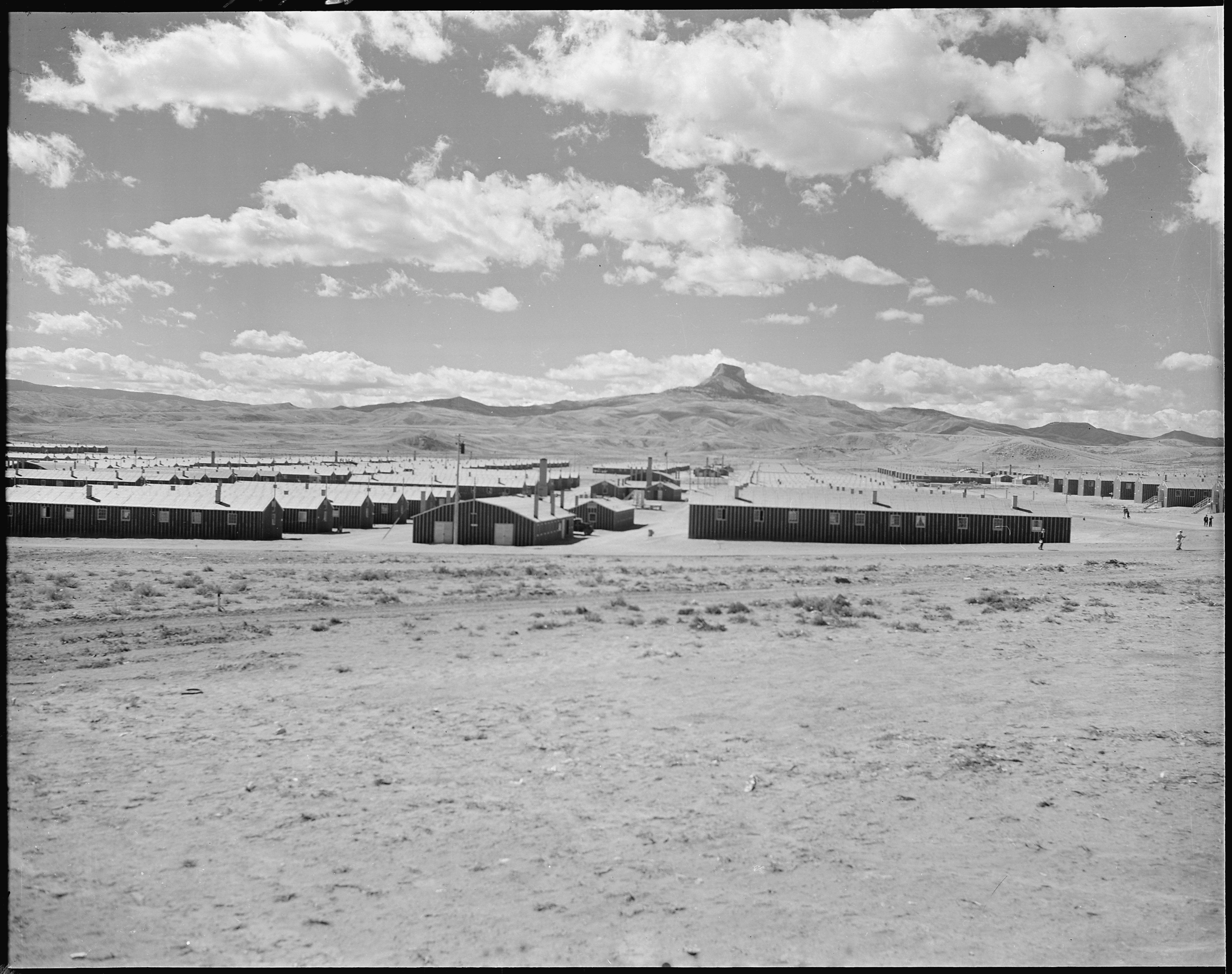
Heart Mountain, Wyoming. Olhando para o oeste sobre o Centro de Realocação Heart Mountain com a Heart Mountain, da qual vem seu nome, no horizonte. (NARA 538782)

### Construção do Centro Heart Mountain
Em 23 de maio de 1942, o Departamento de Guerra anunciou que um dos campos para nipo-americanos deslocados seria localizado em Wyoming, e várias comunidades, na esperança de capitalizar na mão de obra dos prisioneiros para projetos de irrigação e desenvolvimento de terras, disputavam o local. Heart Mountain foi escolhida porque era remota, mas conveniente, isolada das cidades mais próximas, mas perto de água doce e adjacente a uma linha ferroviária e uma estação onde os nipo-americanos, bem como alimentos e suprimentos, podiam ser descarregados.
Em 1º de junho de 1942, o BOR transferiu 46 000 acres (18 615,5 ha) do Projeto de Irrigação Heart Mountain e vários edifícios do CCC (Civilian Conservation Corps) para a WRA (War Relocation Authority, "Autoridade de Realocação de Guerra"), o ramo do Comando de Defesa Ocidental responsável pela administração do programa de encarceramento. Mais de 2 000 trabalhadores, incluindo homens empregados pela Harza Engineering Company de Chicago e pela Hamilton Bridge Company de Kansas City, começaram a trabalhar em 8 de junho, sob a direção do Corpo de Engenheiros do Exército. Os trabalhadores cercaram 740 acres (299,5 ha) de arid buffalo grass (uma espécie de grama) e artemísia com uma cerca alta de arame farpado e nove torres de guarda. Dentro desse perímetro, 650 quartéis de estilo militar foram dispostos em um padrão de ruas como o de cidades, com instalações administrativas, hospitalares, educacionais e de serviços públicos, e 468 dormitórios residenciais para abrigar os prisioneiros.
Todos os edifícios tinham energia elétrica, o que, na época, era uma raridade em Wyoming, mas devido a restrições de tempo e a uma força de trabalho, em grande parte, não qualificada, a maioria desses "edifícios" foi mal construída. Os superiores do exército deram ao engenheiro-chefe do local apenas sessenta dias para concluir o projeto, e anúncios de jornal recrutando trabalhadores prometiam empregos "se você consegue pregar um prego", enquanto os trabalhadores se gabavam de que levavam apenas 58 minutos para construir um quartel de habitação. Milhares de acres das terras ao redor dos edifícios foram designados para fins agrícolas, já que se esperava que o centro fosse, em sua maior parte, auto-suficiente.

## Segunda Guerra Mundial

### A vida no campo de concentração

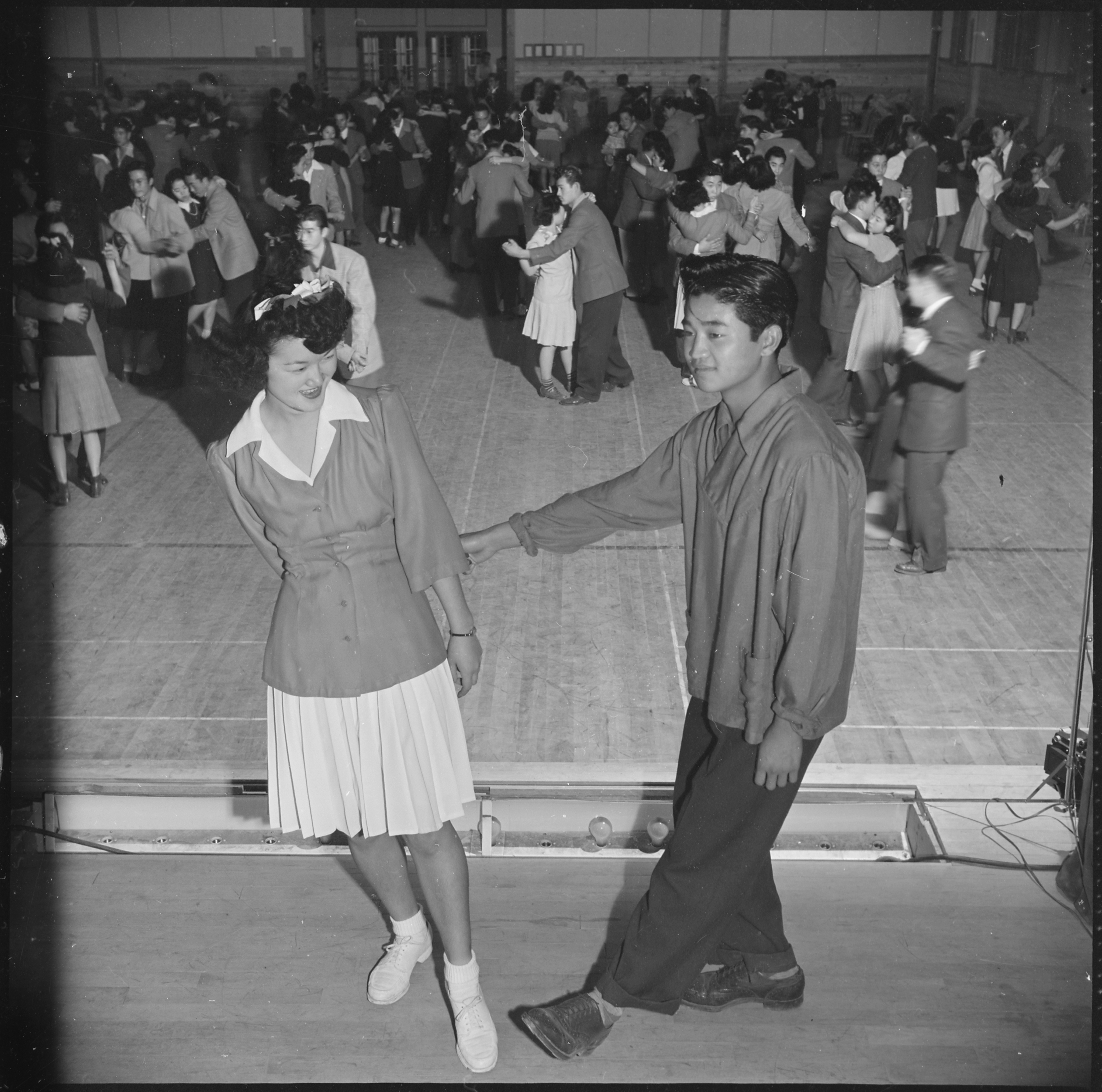
"Tubbie" Kunimatsu e Laverne Kurahara demonstram alguns passos intrincados de "jitterbug", durante uma dança da escola realizada no ginásio do ensino médio, novembro de 1943.

Os primeiros detentos chegaram a Heart Mountain em 12 de agosto de 1942: 6 448 do condado de Los Angeles; 2 572 do condado de Santa Clara; 678 de São Francisco; e 843 do condado de Yakima em Washington. Depois de receberem um quartel com base no tamanho de suas famílias, eles começaram a fazer pequenas melhorias em seus novos "apartamentos", pendurando lençóis para criar "quartos" extras e enfiando jornais e trapos em rachaduras nas paredes e pisos mal construídos para manter a poeira e frio do lado de fora. Alguns detentos chegaram ao ponto de encomendar ferramentas dos catálogos da Sears & Roebuck para fazer reparos. Cada quartel continha uma lâmpada, um fogão a lenha, e uma cama de lona do exército e dois cobertores para cada membro da família. Banheiros e lavanderias ficavam em áreas de serviço compartilhadas, e as refeições eram servidas em refeitórios comunitários, e havia um de cada em cada bloco. Policiais militares armados ocupavam as nove torres de guarda ao redor do campo.
Os cargos de liderança em Heart Mountain eram ocupados por administradores europeus-americanos, embora gerentes de bloco Nisei e vereadores Issei fossem eleitos pela população carcerária e participassem, de forma limitada, na administração do campo. Oportunidades de emprego estavam disponíveis no hospital, escolas do campo e refeitórios, bem como na fábrica de roupas, marcenaria, serraria e estamparia administrada por funcionários do campo, embora a maioria dos presos recebesse um salário bastante insignificante de US$ 12 a US$ 19 por mês, devido à decisão da WRA de que os japoneses não poderiam ganhar mais do que um soldado do exército, independentemente do emprego. (Enfermeiras caucasianas no hospital Heart Mountain, por exemplo, recebiam US$ 150/mês em comparação com os US$ 19/mês pagos aos médicos nipo-americanos) Além disso, alguns prisioneiros trabalharam no Canal de Heart Mountain para o BOR ou fizeram trabalho agrícola fora do campo.

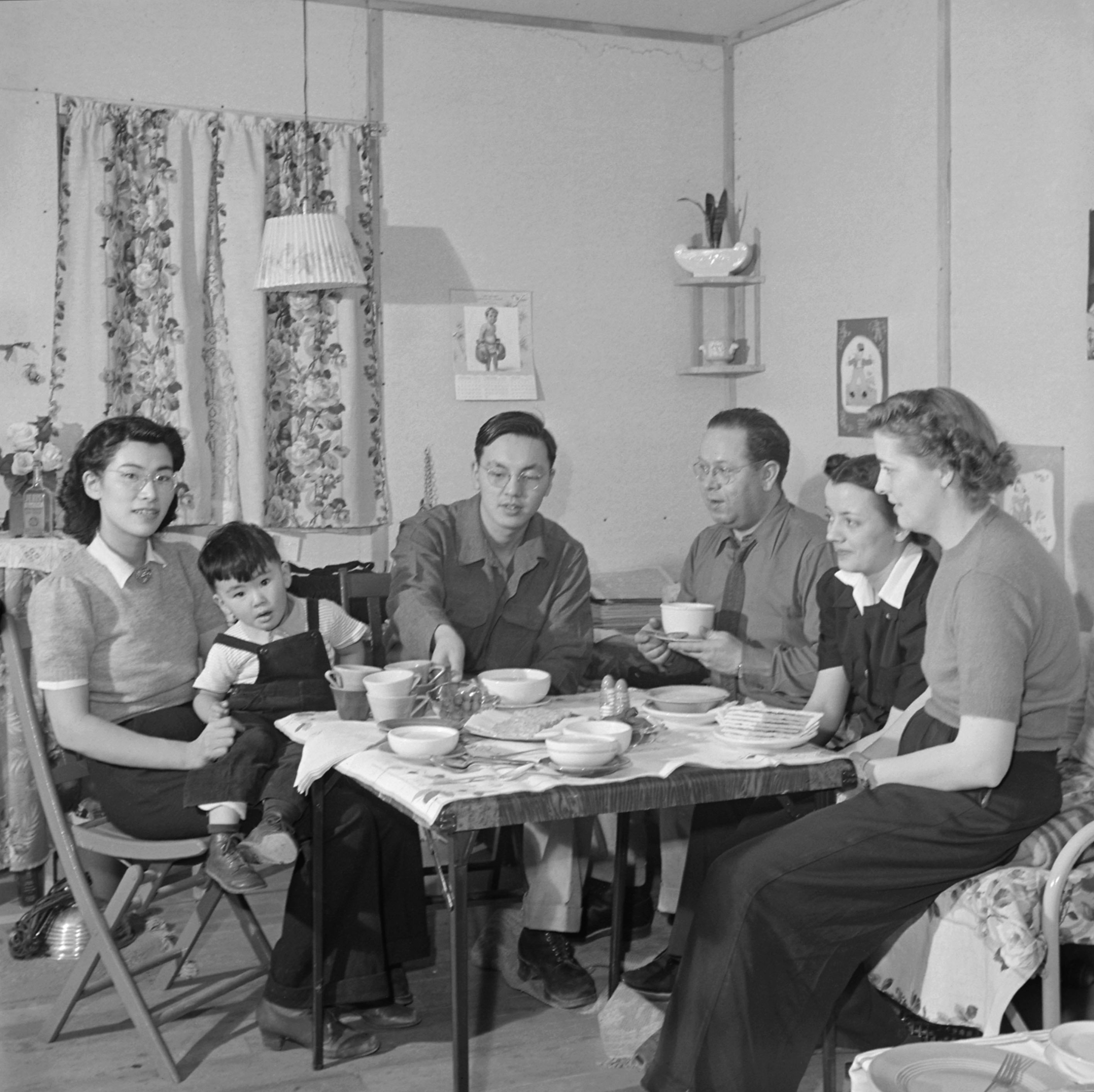
A casa dos Hosokawas, com (da esquerda para a direita) Alice e Bill Hosokawa com seu filho Mike; o oficial de relatórios, Vaughn Mechau; a bibliotecária central, Margaret Jensen e a professora de matemática do ensino médio, Julena Steinheider

Filhos de detentos começaram a estudar em quartéis-sala de aula em outubro de 1942. Livros, material escolar e móveis eram limitados. Apesar das más condições das instalações, frequentar a escola oferecia uma sensação de normalidade às crianças do campo. Em maio de 1943, a escola de ensino médio do campo havia sido construída e a escola de ensino fundamental reestruturada. A escola secundária, que formou 1 500 alunos em seu primeiro ano, contava com salas de aula comuns, ginásio e biblioteca. Sua equipe esportiva, incluindo seu time de futebol americano, The Heart Mountain Eagles ("Águias de Heart Mountain"), acabou competindo contra outros times de escolas secundárias locais.
Outros eventos esportivos, cinemas, cultos religiosos, grupos de artesanato e clubes sociais mantinham os presos entretidos e os distraíam da monotonia da vida no campo. Tricô, costura e entalhe em madeira eram populares não apenas para entretenimento, mas também, porque permitiam que os presos melhorassem suas más condições de vida. Entre as crianças, os programas de escoteiros floresceram, já que muitos "Nisei" eram membros antes da detenção. As treze tropas de escoteiros de Heart Mountain e dois grupos de "escoteiros mirim" eram o maior número entre todos os dez campos. Escoteiros participavam de atividades normais de escotismo, como caminhadas, artesanato e natação.

### Resistência ao recrutamento
No início de 1943, oficiais do campo começaram a administrar um "Formulário de Autorização de Dispensa", mais conhecido como questionário de lealdade por causa de duas questões controversas que tentavam distinguir nipo-americanos leais e desleais. A pergunta 27 perguntava se os homens estariam dispostos a servir nas forças armadas, enquanto a pergunta 28 pedia aos detentos que renunciassem qualquer lealdade ao imperador do Japão. Muitos, confusos pelo fraseamento do questionário, temendo que fosse um truque e que qualquer resposta seria mal interpretada, ou, ofendidos pelas implicações das perguntas, responderam "não" a uma ou ambas as perguntas, ou deram uma resposta reservada, como "Vou servir quando eu for livre". Pouco depois, Kiyoshi Okamoto organizou o Heart Mountain Fair Play Commitee para protestar contra a violação dos direitos dos cidadãos Nisei, e Frank Emi, Paul Nakadate e outros começaram a colar panfletos pelo campo encorajando outros a não responderem às perguntas.

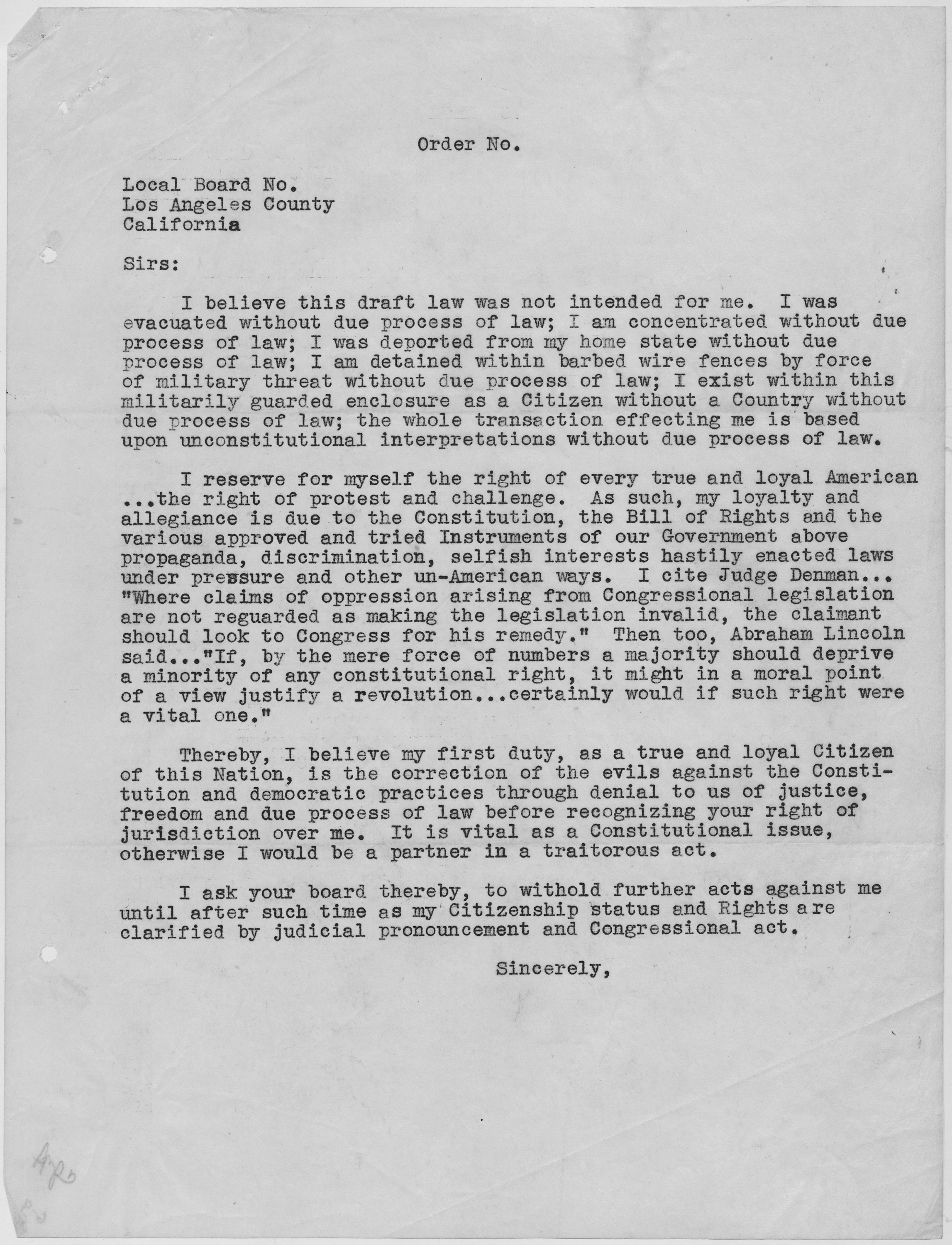
Este documento foi incluído no caso EUA contra Kiyoshi Okamoto, et al. Okamoto e seus co-réus, membros do Heart Mountain Fair Play Committe, foram acusados por conspirar para ajudar outros residentes de Heart Mountain em seu protesto às políticas da WRA e à Lei de Serviço Seletivo aplicada aos detentos do campo. Esta carta aos conselhos locais do Serviço Seletivo na Califórnia foi aparentemente preparada como um modelo para os prisioneiros usarem para protestar contra sua elegibilidade para o recrutamento. (NARA 292806)

Quando as ordens de recrutamento começaram a chegar em Heart Mountain, Emi, Okamoto e os outros líderes do Fair Play Committee realizaram reuniões públicas para discutir a inconstitucionalidade do encarceramento e encorajar outros presos a recusar o serviço militar até que sua liberdade fosse restaurada. Em 25 de março de 1944, doze resistentes de Heart Mountain que não haviam se apresentado para seus exames físicos foram presos por  marechais americanos. Emi e dois outros membros do Comitê que não haviam recebido notificações de recrutamento (devido à sua idade ou estado civil) tentaram sair do campo para destacar sua condição de prisioneiros do governo.
Em julho de 1944, no maior julgamento em massa da história de Wyoming, sessenta e três detentos de Heart Mountain foram processados depois de se recusarem a comparecer à seu alistamento obrigatório e condenados por crime de deserção. Um total de 300 protestantes ao recrutamento de oito campos da WRA, incluindo outros 22 de Heart Mountain sentenciados em um julgamento subsequente, foram presos por essa acusação, e a maioria cumpriu pena em prisão federal. Os sete líderes mais velhos do Fair Play Committee foram condenados por conspiração para violar a Lei de Serviço Seletivo e sentenciados a quatro anos de prisão federal. Enquanto o campo de concentração de Poston, no Arizona, teve o maior número de protestantes de todos os campos, em 106, os 85 de Heart Mountain de uma população muito menor foi a maior taxa geral de resistência ao recrutamento.
Embora Heart Mountain seja lembrado principalmente por sua resistência organizada ao alistamento militar, aproximadamente 650 Nisei entraram no exército dos EUA a partir deste campo, sendo voluntários ou aceitando seu recrutamento no lendário 100º Batalhão de Infantaria, o famoso 442º RCT ("Equipe de Combate Regimental") e MIS ("Serviço de Inteligência Militar"). Quinze desses jovens foram mortos em ação e cinquenta e dois feridos. Joe Hayashi e James K. Okubo receberam, postumamente (após suas mortes), a Medalha de Honra por bravura em batalha, tornando Heart Mountain o único dos dez campos da WRA a ter mais de um receptor de Medalha de Honra. No final de 1944, os presos do campo ergueram um quadro de honra em frente ao prédio da administração, listando os nomes desses soldados. Este tributo de madeira permaneceu lá por cinco décadas, até que a Fundação Heart Mountain de Wyoming removeu o quadro em deterioração para preservação. Uma reprodução precisa, concluída em 2003, agora substitui o original. O quadro de honra original está sendo conservado e restaurado.

### O fim da guerra
Quando Roosevelt rescindiu a Ordem executiva 9066 em dezembro de 1944 e anunciou que os nipo-americanos poderiam começar a retornar à Costa Oeste no mês seguinte, muitos já haviam deixado o campo, a maioria para trabalhar fora ou para frequentar a faculdade no Centro-Oeste ou na Costa Leste. A partir de janeiro de 1945, os detentos começaram a deixar Heart Mountain e ir para a Costa Oeste, fornecidos pelos administradores com US$ 25 e uma passagem de trem só de ida para o local de onde foram retirados três anos antes. No entanto, mesmo com o grupo anterior de reassentados, apenas 2 000 haviam partido em junho de 1945, e os 7 000 que ainda restavam em Heart Mountain, em sua maioria, representavam aqueles que eram muito jovens ou muito velhos para se mudarem facilmente. Muitos nipo-americanos, impedidos de possuir suas casas e fazendas pré-guerra por legislação discriminatória, não tinham para onde retornar na Costa Oeste, mas foram proibidos de se estabelecer em Wyoming por uma lei de terras estrangeiras aprovada pela legislatura estadual em 1943 (uma lei que foi mantida até 2001). Outra lei do Wyoming, que os impedia de votar, desencorajou ainda mais os nipo-americanos de permanecer em Wyoming. O último trem carregado de ex-detentos deixou Heart Mountain em 10 de novembro de 1945.

## Preservação e recordações
Depois que Heart Mountain fechou, a maior parte das terras, quartéis e equipamentos agrícolas foram vendidos a fazendeiros e ex-militares, que estabeleceram residências dentro e ao redor do local do campo. O Projeto de Irrigação de Heart Mountain continuou após a guerra, e grande parte da área ao redor do campo foi preparada para agricultura irrigada. Remanescentes do complexo hospitalar (incluindo fundações e 3 edifícios), um galpão de armazenamento da Escola Secundária de Heart Mountain, um porão usado para guardar vegetais, o Quadro de  Honra Memorial da Segunda Guerra Mundial e uma parte de um quartel reformado são os únicos edifícios que ainda estão em pé até hoje.
A Fundação Heart Mountain de Wyoming, estabelecida em 1996, trabalhou para preservar e manter recordações do local e eventos, educar o público geral sobre o encarceramento nipo-americano e apoiar pesquisas sobre o encarceramento para que as gerações futuras possam entender as lições geradas pela experiência do encarceramento nipo-americano. A Fundação Heart Mountain de Wyoming é supervisionada por um Conselho de Administração de 16 membros e é liderada pela presidente Shirley Ann Higuchi, descendente de ex-detentos. O conselho também inclui ex-detentos, acadêmicos e outros profissionais que trabalham em nível local e nacional. A Fundação Heart Mountain de Wyoming conseguiu a designação de Marco Histórico Nacional para o local em 2007, e em 20 de agosto de 2011 abriu o Centro Interpretativo Heart Mountain. O Centro apresenta uma exposição permanente que fornece uma visão geral da história do encarceramento de nipo-americanos durante a guerra e das origens do preconceito anti-asiático nos EUA que levou ao ocorrido. Juntamente com exposições rotativas adicionais, essas fotografias, artefatos e histórias orais exploram a experiência de encarceramento, questões constitucionais e de direitos civis, e as questões mais amplas de raça e justiça social nos EUA. Os visitantes também podem participar de um passeio a pé pelo local e suas estruturas remanescentes. O ex-secretário de Transporte dos EUA Norman Y. Mineta e o senador aposentado dos EUA Alan K. Simpson, que se conheceram como escoteiros em lados opostos da cerca de arame farpado ao redor do complexo Heart Mountain, atuam como conselheiros honorários da Fundação.
A Fundação realiza uma peregrinação anual em Heart Mountain, a primeira das quais coincidiu com a abertura do Centro Interpretativo em 2011.

## Terminologia
Desde o fim da Segunda Guerra Mundial, tem havido um debate sobre a terminologia usada para se referir a Heart Mountain e os outros campos em que nipo-americanos foram encarcerados pelo governo dos Estados Unidos durante a guerra. Heart Mountain já foi chamada de "Centro de Realocação de Guerra", "campo de realocação", "centro de realocação", " campo de detenção ", "campo de encarceramento" e " campo de concentração ", e a controvérsia sobre qual termo é o mais preciso e apropriado continua até os dias atuais. Estudiosos e ativistas criticaram o termo "campo de detenção" por ser um eufemismo minimizador e enganoso, já que os nipo-americanos não estavam lá para proteção, realizavam trabalhos forçados e não podiam sair.

## Detentos notáveis
- Hideo Date (1907 – 2005), um pintor.
- Kathryn Doi (nascida em 1942), Juíza Associada do Tribunal de Apelações do Segundo Distrito da Califórnia.
- Frank S. Emi (1916 – 2010), líder do Heart Mountain Fair Play Committee e ativista dos direitos civis.
- Sadamitsu "S. Neil" Fujita (1921 – 2010), designer gráfico que serviu no 442º Regimento de Combate.
- Evelyn Nakano Glenn (nascida em 1940), professora de estudos de gênero e mulheres e de estudos étnicos na Universidade da Califórnia, em Berkeley, e diretora fundadora do Centro de Raça e Gênero (CRG). Também detida no Rio Gila.
- Mary Matsuda Gruenewald (1925 – 2021), memorialista. Também detida no Lago Tule .
- Joe Hayashi (1920 – 1945), voluntário do 442º RCT premiado postumamente com Medalha de Honra.
- Bill Hosokawa (1915 – 2007), autor e jornalista, editor do jornal do campo "Sentinela de Heart Mountain".[31]
- Momoko Iko (1940 – 2020), dramaturga americana.
- Estelle Ishigo (sobrenome de nascença "Peck") (1899 – 1990), uma artista americana casada com um Nisei.
- George Igawa, líder da Orquestra George Igawa, formada por músicos detidos no  acampamento, que tocava para bailes pela região.
- George Ishiyama (1914 – 2003), empresário e ex-presidente da Corporação Alaska Pulp. Também detido em Topaz.
- Hikaru Iwasaki (1923 – 2016), fotógrafo americano.
- Lincoln Kanai (1908-1982), assistente social e ativista dos direitos civis que contestou legalmente a expulsão de nipo-americanos da Costa Oeste.
- Kiyoshi Kuromiya (1943 – 2000), autor e defensor da justiça civil e social.
- Yosh Kuromiya (1923-2018), membro do Heart Mountain Fair Play Committee que resistiu ao alistamento militar por motivos constitucionais e promoveu a compreensão dos protestantes Nisei em fóruns públicos e cinematográficos.
- Robert Kuwahara (1901 – 1964), animador.
- Bill Manbo (1908-1992), um fotógrafo amador.
- Norman Mineta (1931 – 2022), Secretário de Transportes dos Estados Unidos durante o governo de George W. Bush e Secretário de Comércio dos Estados Unidos durante o governo de Bill Clinton.[32]
- Lane Nakano (1925 – 2005), soldado americano que se tornou ator.
- Fusataro Nakaya (1886-1952), médico (graduado em 1916 pelo Colégio Médico da Universidade de Illinois), membro da Associação de Medicina da California, vice-presidente da Associação Japonesa de Los Angeles.
- Shigeki Oka (1878 – 1959), editor de jornal Issei que foi recrutado pelas Forças Armadas Britânicas na Segunda Guerra Mundial.
- Benji Okubo (1904 – 1975), pintor, professor e paisagista americano.
- James K. Okubo (1920 – 1967), veterano do 442º RCT premiado postumamente com a Medalha de Honra. Também detido no Lago Tule .
- Albert Saijo (1926 – 2011), poeta.
- Nyogen Senzaki (1876 – 1958), monge Rinzai Zen que foi um dos principais defensores do Zen Budismo no século XX nos Estados Unidos.
- Teiko Tomita (1896-1990), um poeta tanka. Também detido no Lago Tule .
- Otto Yamaoka (1904 – 1967), ator e empresário americano que trabalhou em Hollywood durante a década de 1930.